# Chemischer Sauerstoffbedarf
Der Chemische Sauerstoffbedarf (CSB; englisch chemical oxygen demand, COD) ist als Summenparameter ein Maß für die Summe aller im Wasser vorhandenen, unter bestimmten Bedingungen oxidierbaren Stoffe. Er gibt die Menge an Sauerstoff (in mg/l) an, die zu ihrer Oxidation benötigt würde, wenn Sauerstoff das Oxidationsmittel wäre. Es werden auch die Bezeichnungen „Oxidierbarkeit Cr-VI“ (Chromat-Verbrauch, wenn dieses das Oxidationsmittel wäre) oder „Oxidierbarkeit Mn-VII“ (Kaliumpermanganatverbrauch) verwendet. Der chemische Sauerstoffbedarf dient als Beurteilung für Schadstoffe, die ins Abwasser abgegeben (g/kg Produktmenge) oder die in einem Zeitraum entsorgt wurden (t/a, Tonnen pro Jahr).

## Bestimmungsverfahren
Zur Ermittlung des CSB wird eine Wasserprobe mit Schwefelsäure stark angesäuert und mit einer vorgegebenen genauen Menge des starken Oxidationsmittels Kaliumdichromat (K2Cr2O7) erhitzt, unter Zusatz von Silbersulfat als Katalysator. Bei chloridhaltigen Proben muss das Chlorid zuvor entfernt oder mit Quecksilbersulfat maskiert werden, damit seine Oxidation zu Chlor nicht den Messwert fälschlich erhöht. Die Menge an verbrauchtem Dichromat wird über Bestimmung des verbliebenen Dichromats berechnet und daraus die äquivalente Menge Sauerstoff O2 bestimmt.
Nach allen Varianten in den Deutschen Einheitsverfahren (DEV) wird die verbliebene Menge des Dichromats titrimetrisch mit Ammoniumeisen(II)-sulfat-Lösung und Ferroin-Indikator bestimmt (Verfahren DEV H41, H43 und H44, DIN 38409).
Vor allem zur Überwachung des CSB auf Kläranlagen und anderen wassertechnischen Anlagen, in denen kein Labor und geschultes Laborpersonal verfügbar ist, erfolgt die CSB-Bestimmung jedoch meist mittels sogenannter Küvetten-Schnelltests. Diese Test-Kits können auch bei geringen Vorkenntnissen angewendet werden, enthalten bereits alle notwendigen Reagenzien und erfordern nur wenige Laborgeräte. Bei diesem Verfahren erfolgt die Bestimmung des Dichromat-Verbrauchs – anders als bei den DEV – photometrisch.

## CSB des Haushaltsabwassers
Der Chemische Sauerstoffbedarf dient insbesondere als Summenparameter zur Quantifizierung der Belastung von Abwasser mit organischen Stoffen. Er erfasst sowohl biologisch abbaubare als auch biologisch nicht abbaubare organische Stoffe, allerdings auch einige anorganische Stoffe.
Zusammen mit dem Biochemischen Sauerstoffbedarf (BSB) gibt der CSB Anhaltspunkte zur Qualität der enthaltenen Belastungen.
Bei häuslichen Abwässern liegt der Kaliumchromat-CSB mit 600 mg/l in der Regel etwa doppelt so hoch wie der BSB5. Der Kaliumpermanganat-CSB von häuslichen Abwässern liegt bei 300 bis 400 mg/l. Bei industriellen und gewerblichen Abwässern können die Werte zehnmal höher sein. Diese Werte sind wichtige Parameter bei der Bemessung, Dimensionierung und der betrieblichen Kontrolle von Abwasser-Kläranlagen.
Der CSB kann in unterschiedliche Teilfraktionen unterschieden werden:
- „Partikulärer CSB“. Damit sind partikulär-dispers im Wasser vorhandene, durch Dichromat oxidierbare Feststoffe gemeint, die durch einen Membranfilter mit einem Porendurchmesser von 0,45 µm zurückgehalten werden. Sie bestehen aus biotisch abbaubaren und biotisch nicht abbaubaren partikulären Stoffen.[3]
- „Gelöster CSB“. Damit sind gelöste und partikuläre, Membranfilter mit einem Porendurchmesser von 0,45 µm passierende, durch Dichromat oxidierbare Stoffe gemeint. Sie bestehen aus biotisch abbaubaren und biotisch nicht abbaubaren Stoffen, gelöst oder als sehr kleine Stoffpartikel.[3]

Im Ablauf einer biologischen Abwasser-Kläranlage sind bei ordnungsgemäßer Funktion hauptsächlich gelöste, biotisch nicht abbaubare organische Stoffe enthalten, weiters in geringem Umfang biotisch abbaubare organische Stoffe sowie partikuläre organische Stoffe, die Menge der letztgenannten je nach Funktion des Nachklärbeckens.

## Anwendungsbereiche

CSB-Bilanz einer Kläranlage mit Vorklärbecken. Belebtschlammverfahren mit Nitrifikation und Denitrifikation sowie Schlammfaulung.

Der CSB kann dazu verwendet werden, die Stoffströme der organischen Kohlenstoffverbindungen auf Kläranlagen zu beschreiben (CSB-Bilanz). Diese ermöglicht:
- Die Abschätzung des Sauerstoffbedarfs im Belebungsbecken.
- Die Beschreibung der Verhältnisse  der Schlammstabilisierung.
- Eine Plausibilitätsprüfung von Messwerten.
- Bemessung von Kläranlagen bei Sonderabwässern, deren Zusammensetzung nicht den Standardwerten von kommunalem Abwasser entspricht (z. B. erhöhter Anteil biotisch nicht abbaubarer organischer Stoffe).

Weiter ist die CSB-Bilanz Grundlage der Beschreibung der Reaktionskinetik des Belebtschlammverfahrens. Zudem sind Erfahrungswerte verfügbar, die eine Umrechnung des CSB im Überschussschlamm in die Trockenmasse (TS) des Überschussschlammes ermöglichen. Dieses CSB/TS-Verhältnis bewegt sich zumeist zwischen 1,4 (ausschließlich Biomasse im Überschussschlamm) und 1,0 (erheblicher Anteil anorganischer Feststoffe im Überschussschlamm).
Des Weiteren dient die CSB-Bilanz zur Bemessung der Qualität von Trinkwasser. Erstmals wurde 2014 der CSB eines kompletten Flusses, dem Rhein, erfasst. In Mainz um 0,5 Milligramm pro Liter Wasser steigt er kontinuierlich bis auf 9,5 Milligramm pro Liter Wasser an der Rheinmündung. Insgesamt wurden 128 organische Substanzen ausgemacht, die zusammen für den Anstieg des CSB verantwortlich sind: Diese verteilen sich auf Pestizide, Arzneimittel, Biozide, Industriechemikalien, Süßstoffe, Betäubungsmittel und Kosmetika.